# Angitula regularis
Angitula regularis är en tvåvingeart som beskrevs av Malloch 1940. Angitula regularis ingår i släktet Angitula och familjen bredmunsflugor. Inga underarter finns listade i Catalogue of Life.